# Stockport County Football Club
Lo Stockport County Football Club è una società calcistica inglese con sede nella città di Stockport. Dalla stagione 2024-2025, milita nella League One, terza serie del campionato inglese di calcio.

## Storia recente
A partire dagli anni '90 la squadra ha iniziato ad avere seri problemi finanziari, che hanno portato a retrocessioni in serie.
Dopo la retrocessione dalla Football League Two nella stagione 2010/11, in cui la formazione della Greater Manchester terminò la stagione regolare come 24ª ed ultima in classifica, lo Stockport County ha disputato due anni nella Conference National con risultati modesti. Dopo un sedicesimo posto in classifica nel primo anno, nella stagione 2012/2013 retrocede in Conference North a causa dello scarso rendimento (solo 13 vittorie su 46 gare), diventando la prima squadra inglese a passare dal secondo livello della piramide del calcio inglese al sesto.
Nel 2020, la società viene rilevata dal businessman locale Mark Stott, il quale decide di ritornare a tempo pieno nel mondo del calcio, investendo nella creazione di un nuovo centro sportivo per il Club e sulla ricerca immediata della promozione in League Two.
Questa, dopo la sconfitta nella semifinale play-off della stagione 2020-21, arriva nel maggio 2022, quando gli Hatters concludono il campionato di National League al primo posto, grazie allo straordinario rendimento ottenuto sotto la guida di Dave Challinor, fautore di ben 23 vittorie su 28 gare disputate in campionato.

## Strutture

### Stadio
Gioca le partite casalinghe all'Edgeley Park, impianto creato negli ultimi anni dell'800 e diventato ufficialmente uno stadio di calcio nel 1901, quando lo Stockport RFC, la squadra di rugby a 15 destinata ad usarlo, fu costretta al fallimento.
Negli anni, l'impianto è stato ristrutturato ed allargato, rifacendo parti della struttura,come nel caso della Main Stand, originariamente costruita in legno e riammodernata dopo il famoso incendio della tribuna di Valley Parade, stadio del Bradford City nel 1985.
Ad oggi, la Main Stand porta il nome di Danny Bergara, storico manager del Club, nonché primo allenatore nato al di fuori delle isole britanniche a guidare una squadra in una finale a Wembley (nella finale di League Trophy del 1992).
La capacità complessiva dello stadio, dopo la ristrutturazione della Railway End, è di 10.852 posti a sedere.

## Allenatori
- Andrew Wilson (1932-1933)
- Bob Kelly (1936-1938)
- Andy Beattie (1949-1952)
- Bert Trautmann (1965-1966)
- Jimmy Meadows (1966-1969)
- Matt Woods (1970-1971)
- Jimmy Meadows (1974-1975)
- Eddie Hopkinson (1975)
- Roy Chapman (1975-1976)
- Colin Murphy (1985)
- Colin Murphy (1986)
- Asa Hartford (1987-1989)
- Danny Bergara (1989-1995)
- Dave Jones (1995-1997)
- Gary Megson (1997-1999)
- Andy Kilner (1999-2001)
- Carlton Palmer (2001-2003)
- John Hollins (2003)
- Sammy McIlroy (2004)
- Mark Lillis (2004) (interim)
- Jim Gannon (2005-2009)
- Gary Ablett (2009-2010)
- Paul Simpson (2010-2011)
- Dietmar Hamann (2011)
- Jim Gannon (2011-2013)
- Darije Kalezić (2013)
- Jim Gannon (2016-2021)
- Dave Challinor (2021-)

## Giocatori
- Peter Clark 2002-2003
- Tony Dinning (1994-2000; 2006-2007)

## Rosa 2023-2024
| N. |                             | Ruolo | Calciatore             |
| -- | --------------------------- | ----- | ---------------------- |
| 1  | Inghilterra (bandiera)      | P     | Ben Hinchliffe         |
| 2  | Galles (bandiera)           | D     | Macauley Southam-Hales |
| 3  | Inghilterra (bandiera)      | D     | Kyle Knoyle            |
| 4  | Inghilterra (bandiera)      | C     | Akil Wright            |
| 5  | Irlanda (bandiera)          | D     | Neill Byrne            |
| 6  | Inghilterra (bandiera)      | D     | Fraser Horsfall        |
| 8  | Irlanda del Nord (bandiera) | C     | Callum Camps           |
| 9  | Irlanda (bandiera)          | A     | Paddy Madden           |
| 10 | Inghilterra (bandiera)      | C     | Antoni Sarcevic        |
| 11 | Inghilterra (bandiera)      | C     | Nick Powell            |
| 13 | Irlanda (bandiera)          | P     | Bobby Jones            |
| 14 | Inghilterra (bandiera)      | C     | Will Collar            |
| 15 | Irlanda del Nord (bandiera) | D     | Ryan Johnson           |
| 16 | Inghilterra (bandiera)      | D     | Callum Connolly        |

| N. |                        | Ruolo | Calciatore      |
| -- | ---------------------- | ----- | --------------- |
| 17 | Inghilterra (bandiera) | C     | Ryan Rydel      |
| 18 | Inghilterra (bandiera) | C     | Ryan Croasdale  |
| 19 | Inghilterra (bandiera) | A     | Kyle Wootton    |
| 20 | Inghilterra (bandiera) | A     | Isaac Olaofe    |
| 21 | Inghilterra (bandiera) | C     | Myles Hippolyte |
| 23 | Inghilterra (bandiera) | D     | Chris Hussey    |
| 25 | Rep. Ceca (bandiera)   | P     | Vítězslav Jaroš |
| 27 | Scozia (bandiera)      | D     | Phil Bardsley   |
| 28 | Inghilterra (bandiera) | C     | Jacob Davenport |
| 31 | Galles (bandiera)      | D     | Joe Lewis       |
| 35 | Inghilterra (bandiera) | D     | Aaron Rowe      |
| 36 | Inghilterra (bandiera) | D     | Joe Grayson     |

## Palmarès

### Competizioni nazionali
- Third Division North: 2

1921-1922, 1936-1937
- Campionato inglese di quarta divisione: 2

1966-1967, 2023-2024
- National League North: 1

2018-2019
- National League: 1

2021-2022

### Competizioni regionali
- Lancashire League: 1

1899-1900
- Manchester Senior Cup: 4

1897–1898, 1898–1899, 1914–1915, 1922–1923
- Cheshire Senior Cup: 6

1905–1906, 1946–1947, 1948–1949, 1965–1966, 2015-2016, 2021-2022